# Margot James

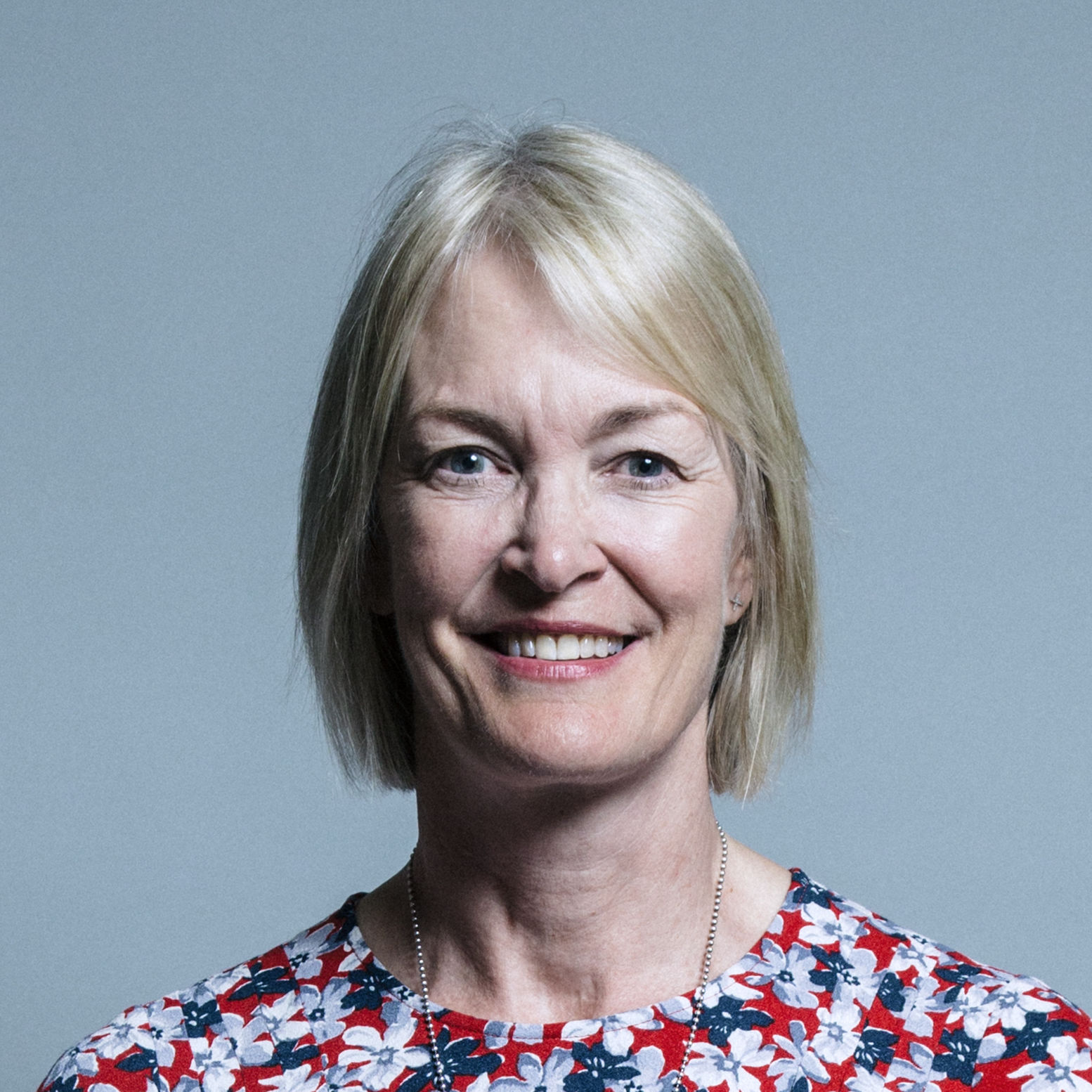
Margot James (2017)

Margot James (geboren am 28. August 1957 in Coventry) ist eine britische Politikerin der Conservative Party und ehemalige Unternehmerin. Sie war von 2010 bis 2019 Abgeordnete im House of Commons.

## Werdegang
James ist die Tochter eines Unternehmers aus Coventry. Ihr Vater Maurice hatte im Alter von 14 Jahren die Schule verlassen und sich zunächst im East End als professioneller Snookerspieler betätigt, ehe er in seiner Heimatstadt ins Transport- und Sicherheitsgewerbe einstieg.  Die Firma ist heute auch im Abfallentsorgungs-, Bau- und Immobiliensektor tätig. Die Schwierigkeiten, die der Vater während seiner Expansionsbestrebungen mit den Gewerkschaften hatte und die ihn fast in den Konkurs getrieben hätten, sollten James ebenso nachhaltig prägen wie die Politik von Premierministerin Margaret Thatcher in dieser Zeit. James Mutter Cathleen hatte bis zu ihrer Heirat bei British Thomson-Houston gearbeitet.
Zur Schule ging James an der privaten Kingsley School in Leamington sowie in Millfield, Somerset. Sie studierte Wirtschafts- und Verwaltungswissenschaften an der London School of Economics (LSE), bereits während dieser Zeit war sie für den Unterhausabgeordneten Anthony Durant tätig. Nach ihrem Abschluss arbeitete sie zunächst für ein Jahr im Pressebüro der Partei. Es folgten zwei Jahre in Frankreich, wo sie erfolglos versuchte, in der Weinhandelsbranche Fuß zu fassen. Nach ihrer Rückkehr nach England war sie in der Firma ihres Vaters beschäftigt, und hier in der Verkaufs- und Marketingabteilung. 1986 machte sie sich, mit einem Kompagnon, mit einer eigenen Firma selbstständig. Dieses Unternehmen, Shire Health, eine Marketing- und Weiterbildungsfirma für den Gesundheitssektor, verkaufte sie 1999 zum Preis von 4 Millionen Pfund an WPP, anschließend arbeitete sie als Gebietsrepräsentantin für Ogilvy & Mather.

## Politik

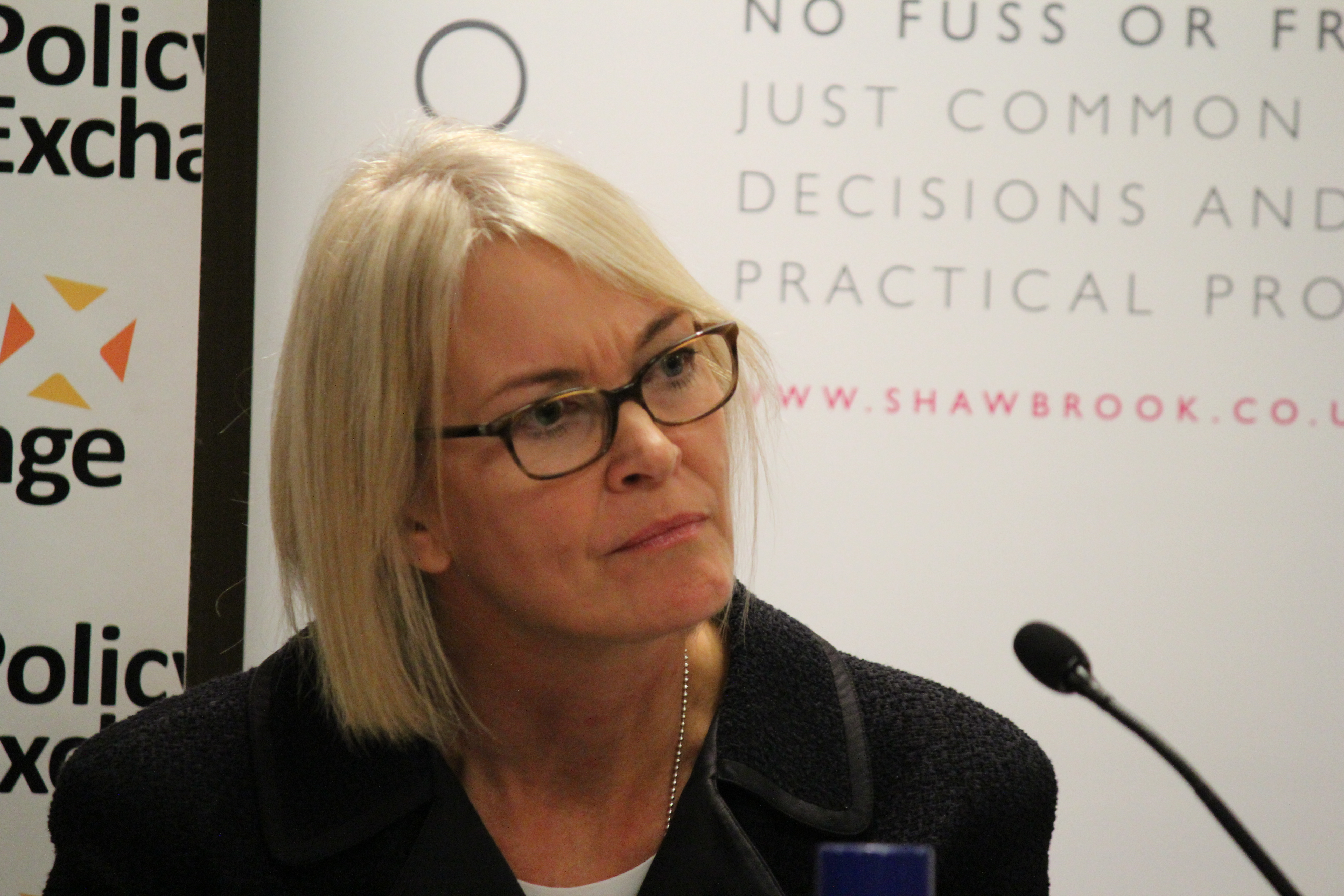
Margot James (2013)

Politisch aktiv wurde James bereits während ihres Studiums als Vorsitzende der Hochschulgruppe der Konservativen an der LSE. Bei der Unterhauswahl 2005 kandidierte sie erfolglos im Londoner Wahlkreis Holborn and St Pancras. Zwischen 2006 und 2008 war sie Mitglied des Stadtrats von Kensington and Chelsea.
Um den Frauenanteil unter den Parlamentsabgeordneten zu erhöhen, setzte sie der seinerzeitige Parteivorsitzende David Cameron nachfolgend auf eine sogenannte „A-Liste“ mit aufstrebenden Politikerinnen, die sich einen für die Konservativen als aussichtsreich geltenden Wahlkreis aussuchen konnten. Bei der nächsten Wahl 2010 trat James in Stourbridge in ihrer Heimatregion West Midlands an, wo es ihr gelang, mit einer als aggressiv gewerten Wahlkampagne die bisherige Mandatsträgerin Lynda Waltho von der Labour Party zu schlagen. Bei den Wahlen 2015 und 2017 konnte James ihren Wahlkreis verteidigen.
Von 2010 bis 2012 war James Mitglied der Parlamentsausschüsse für die Kontrolle von Rüstungsexporten sowie für Gewerbe, Innovation and berufliche Bildung. Ab 2012 war sie als Parliamentary Private Secretary Assistentin von Stephen Green, dem Staatssekretär im Handelsministerium sowie dessen Amtsnachfolger Ian Livingston; ab 2014 war sie in gleicher Funktion für William Hague, den damaligen Leader of the House of Commons, tätig. Von Mai 2015 bis Juli 2016 war James Assistentin des Whips, ehe sie zur Unter-Staatssekretärin beim Ministerium für Wirtschaft, Energie und Industriestrategie berufen wurde. Seit Januar 2018 war sie Staatssekretärin im Ministerium für Kultur, Medien und Sport und dort zuständig für die Bereiche Digitales und Kreativwirtschaft. Mit Übernahme der Amtsgeschäfte durch den neuen Premierminister Boris Johnson im Juli 2019 schied James aus diesem Posten und damit aus der Regierung aus.
James trat im Alter von 17 Jahren den Konservativen bei. Im Zusammenhang mit dem Rücktritt von Premierministerin Margaret Thatcher Ende 1990 gab sie ihr Parteibuch zurück, da sie die damit verbundenen Vorgänge nicht gutheißen konnte. Anfang 2003 wurde sie erneut Mitglied. Von 2008 bis 2010 war sie stellvertretende Vorsitzende der Partei und dort zuständig für die Belange von Frauen.
In ihrer Partei galt James aufgrund ihres glamourösen Erscheinungsbildes als außergewöhnlich. Sie wird als Modernisiererin eingestuft und setzt sich für ökologische Belange, den National Health Service sowie Asylsuchende ein. James gehört zu den Gegner eines Austritts des Vereinigten Königreiches aus der Europäischen Union.
Am 4. September 2019 wurde sie aufgrund ihrer parlamentarischen Gegenwehr gegen einen Brexit ohne EU-Austrittsabkommen aus der Fraktion der Conservative Party ausgeschlossen. Diese Entscheidung wurde Ende Oktober wieder rückgängig gemacht. Anfang November verkündete James bei der Unterhauswahl 2019 sich nicht erneut um einen Sitz im House of Commons bewerben zu wollen.

## Privates
James ist, nach Angela Eagle von Labour, die zweite offen lesbisch lebende Unterhausabgeordnete, und zugleich die erste, die als solche für ihre Partei kandidiert hatte. Sie ist seit Mitte der 2000er-Jahre mit der Modeberaterin, Rundfunkmoderatorin und Fernsehproduzentin Jay Hunt liiert und lebt in South Kensington sowie in Oldswinford, einem Stadtteil von Stourbridge.